# Ню Инглънд Пейтриътс
Ню Инглънд Пейтриътс (на английски: New England Patriots) е отбор по американски футбол, базиран във Фоксборо, Масачузетс. Състезава се в Източната дивизия на Американската футболна конференция на Националната футболна лига. Създаден е през 1959 г. и се присъединява към лигата през 1970 г. Цветовете на тима са: морскосиньо, сиво, червено и бяло, а каските са сиви. „Пейтриътс“ печелят Супербоул 6 пъти – през 2001, 2003, 2004, 2014, 2016 и 2018 г.

## Факти
Основан: през 1959 г.; присъединява се към Националната футболна лига през 1970 година при сливането на двете главни професионални футболни лиги по това време – Националната футболна лига (НФЛ) и Американската футболна лига (АФЛ).
Основни „врагове“: Ню Йорк Джетс, Индианаполис Колтс
Носители на Супербоул: (6)
- 2001, 2003, 2004, 2014, 2016, 2018

Шампиони на конференцията: (7)
- АФК: 1985, 1996, 2001, 2003, 2004, 2007, 2011

Шампиони на дивизията: (16)
- АФЛ Изток: 1963
- АФК Изток: 1978, 1986, 1996, 1997, 2001, 2003, 2004, 2005, 2006, 2007, 2009, 2010, 2011, 2012, 2013

Участия в плейофи: (21)
- АФЛ: 1963
- НФЛ: 1976, 1978, 1982, 1985, 1986, 1994, 1996, 1997, 1998, 2001, 2003, 2004, 2005, 2006, 2007, 2009, 2010, 2011, 2012, 2013, 2015